# Age (The Hidden Cameras)
Age är den kanadensiska musikgruppen The Hidden Cameras femte studioalbum. Det är släppt av EvilEvil, RAR och marknadsförs av Motor Entertainment. Distributör är Alive/Believe Digital.

## Låtar
1. Skin & Leather
2. Bread for Brat
3. Doom
4. Gay Goth Scene
5. Afterparty
6. Carpe Jugular
7. Ordinary Over You
8. Year of the Spawn